# Les Mutins de Pangée
Les Mutins de Pangée est une coopérative de production audiovisuelle et cinématographique, de distribution et d’édition de DVD, fondée en 2005 en France.

## Organisation
Les membres de la coopérative — réalisateurs, producteurs, reporters, techniciens, programmateurs — s’appuient sur leurs expériences communes acquises au sein de la « télévision libre » Zalea TV (1999-2007),. Cette association œuvrait pour un plus grand pluralisme des médias à travers la création et la diffusion de programmes dits du « tiers secteur audiovisuel ». Laboratoire expérimental, l’action de Zalea TV a favorisé la légalisation et le développement des télévisions associatives au sein du paysage audiovisuel français.
Pour préserver son indépendance éditoriale, Les Mutins de Pangée développent des formes alternatives de production telles que la souscription. La participation de plusieurs milliers de « souscripteurs modestes et généreux » (SMG) a ainsi permis de financer une grande partie de Chomsky et Cie et sa diffusion au cinéma. Cela a aussi permis un deuxième tournage pour répondre aux questions des spectateurs qui a donné lieu au film Chomsky et le Pouvoir.
Sur le même modèle, la coopérative lance une souscription pour le film Howard Zinn, une histoire populaire américaine. Le film sort en salles le 29 avril 2015.
Le lancement de la plateforme de vidéo à la demande CinéMutins - « plateforme atypique », note le site du CNC - a lieu en juin 2020,. Cependant, la coopérative privilégie le DVD dans un souci de conservation des films.
Les membres de la coopérative s'engagent dans diverses luttes, en se manifestant par exemple lors d'une assemblée générale de Vinci à propos de l’aéroport de Notre-Dame-des-Landes, du salaire des ouvriers et de la rémunération des dirigeants, ou en mettant à disposition leurs films pour alimenter des caisses de solidarité à des grévistes.

## Filmographie
- 2004 : Je déboule à Kaboul d'Olivier Azam
- 2006 : Des inventeurs de la RTF et de quelques Cognacqjaypithèques de Raoul Sangla
- 2008 : Que faire ? de Pierre Merejkowsky
- 2008 : Chomsky et Cie d'Olivier Azam et Daniel Mermet
- 2009 : Chomsky et le Pouvoir d'Olivier Azam et Daniel Mermet
- 2010 : Bernard, ni Dieu ni chaussettes de Pascal Boucher
- 2010 : Fin de concession de Pierre Carles (avec CP-Production)
- 2010 : Mourir ? Plutôt crever ! de Stéphane Mercurio (avec Parasite Distribution)
- 2011 : Grandpuits & petites victoires d'Olivier Azam
- 2011 : Carbone 14, le film de Jean-François Gallotte et Joëlle Malberg
- 2011 : Putain d'Usine, de Rémy Ricordeau
- 2012 : Americain Radical, les procès de Norman Finkelstein, de Nic Rossier et David Ridgen
- 2013 : Normal !, de Merzak Allouache
- 2014 : Sur les toits, de Nicolas Drolc
- 2014 : Cinema Komunisto, de Mila Turajlic
- 2014 : Faire quelque chose, un film de Vincent Goubet
- 2014 : Merci Patron ! de François Ruffin
- 2015 : Howard Zinn, une histoire populaire américaine, d'Olivier Azam et Daniel Mermet
- 2017 : La Cigale, le Corbeau et les Poulets, documentaire d'Olivier Azam
- 2019 : Le Rond-point de la colère, documentaire de Pierre Carles, Olivier Guérin, Bérénice Meinsohn, Clara Menais, Laure Pradal et Ludovic Raynaud
- 2022 : René Vautier, anticolonialiste, avec Moïra Chappedelaine-Vautier et Ciaofilms[7].
- 2023 : Des idées de génie ? de Brice Gravelle